# 圣叙尔皮斯 (萨瓦省)
圣叙尔皮斯（法語：Saint-Sulpice，法語發音：[sɛ̃ sylpis] ⓘ）是法国萨瓦省的一个市镇，属于尚贝里区。

## 地理
圣叙尔皮斯（45°34'4"N, 5°50'42"E）面积8.82 平方千米，位于法国奥弗涅-罗讷-阿尔卑斯大区萨瓦省，该省份为法国东部省份，历史上为薩伏依的一部分，北起上萨瓦省，西接伊泽尔省和安省，南部和东部与上阿尔卑斯省和意大利接壤。
与圣叙尔皮斯接壤的市镇（或旧市镇、城区）包括：艾格伯莱特勒拉克、尚贝里、拉莫特塞沃莱克斯、楠斯、维米讷。

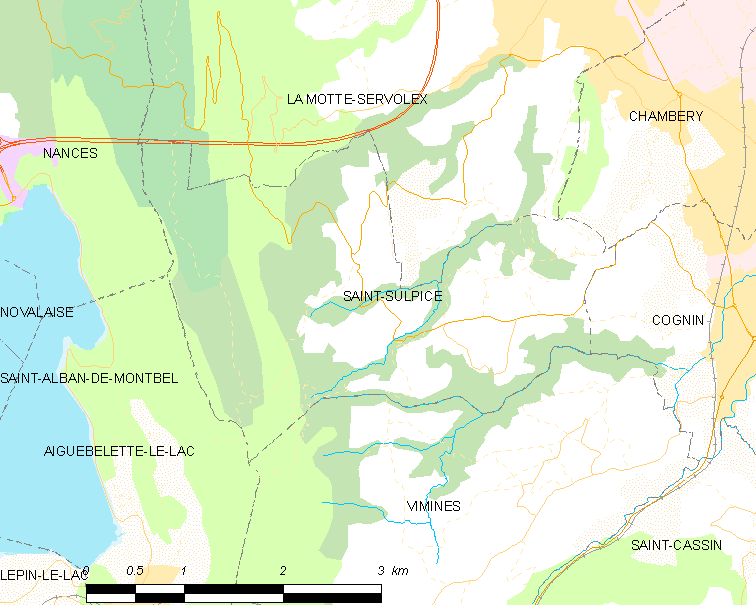
的OSM定位图

圣叙尔皮斯的时区为UTC+01:00、UTC+02:00（夏令时）。

## 行政
圣叙尔皮斯的邮政编码为73160，INSEE市镇编码为73281。

## 政治
圣叙尔皮斯所属的省级选区为勒蓬德博瓦桑县。

## 人口

1962-2008年间人口变化图示

圣叙尔皮斯于2022年1月1日时的人口数量为820人。